# Serrat de Gavarnes
El Serrat de Gavarnes és un serrat del municipi de Conca de Dalt, antigament del de Toralla i Serradell, situada en l'àmbit del poble de Torallola, al Pallars Jussà.
Està situat al nord-oest de Torallola, al sud-est de la partida de Gavatx, al nord-est d'Aspós, al nord-oest de les Ginebres i al sud-oest de lo Rebollar.